# Villarmayor (kommun)
Villarmayor är en kommun i Spanien.   Den ligger i provinsen Provincia de Salamanca och regionen Kastilien och Leon, i den centrala delen av landet, 200 km väster om huvudstaden Madrid. Antalet invånare är 215. Arean är 39 kvadratkilometer.
Terrängen i Villarmayor är platt.